# Seznam senatorjev 10. parlamenta Kraljevine Italije
Seznam senatorjev 10. parlamenta Kraljevine Italije je urejen po letu imenovanja.

## 1868
- Ferdinando Cavalli
- Amedeo Chiavarina di Rubiana
- Andrea Cittadella Vigodarzere
- Giambattista Collacchioni
- Giuseppe Cornero
- Nicola De Luca
- Giuseppe Devincenzi
- Francesco Finocchietti
- Giuseppe Griffoli
- Giuseppe Grixoni
- Enrico Guicciardi
- Luigi Mannelli
- Carlo Mayr
- Giuseppe Mischi
- Augusto Nomis di Cossilla
- Antonio Panizzi
- Gioacchino Napoleone Pepoli
- Ignazio De Genova di Pettinengo
- Pompeo Provana del Sabbione
- Rinaldo Ruschi
- Michelangelo Tonello

## 1869
- Luigi Caracciolo
- Giuseppe Gadda
- Gerolamo Maglione
- Michele Pironti

## 1870[1]
- Rodolfo Audinot
- Giovanni Barbavara di Gravellona
- Nino Bixio
- Cesare Cabella
- Antonio Ciccone
- Pietro Cipriani
- Vincenzo Errante
- Stefano Jacini
- Giacomo Medici
- Fortunato Padula
- Casimiro Pisani
- Alessandro Rossi
- Scipione Sighele